# Isorno
Isorno es una comuna suiza del cantón del Tesino, situada en el distrito de Locarno, círculo de Onsernone. Limita al norte con la comuna de Maggia, al sureste con Cavigliano, al sur con Centovalli, y al oeste con Mosogno y Onsernone.